# 힐데가르트땃쥐
힐데가르트땃쥐(Crocidura hildegardeae)는 땃쥐과에 속하는 포유류의 일종이다. 부룬디와 카메룬, 중앙아프리카공화국, 콩고, 콩고민주공화국, 에티오피아, 케냐, 르완다 그리고 탄자니아에서 발견된다. 자연 서식지는 아열대 또는 열대 기후 지역의 습윤 저지대 숲과 습윤 산지 숲, 그리고 황폐화된 이전 숲이다.